# Rejon wołowski (obwód lipiecki)
Rejon wołowski (ros. Воловский район) – jednostka administracyjna w Rosji, w południowo-zachodniej części obwodu lipieckiego. Centrum administracyjne rejonu – wieś Wołowo.

## Geografia
Powierzchnia rejonu – 796 km². Graniczy z obwodem kurskim, obwodem orłowskim i z rejonem tierbuńskim obwodu lipieckiego.
Główne rzeki rejonu to: Kszeń, Ołym i Wołowczik.

## Demografia
Rejon liczył w 2006 roku 15 400 mieszkańców w 77 miejscowościach.

## Podział administracyjny
W skład rejonu wchodzi 15 osiedli wiejskich (sielsowietów).
| Sielsowiet             | Centrum administracyjne | Pozostałe miejscowości |
| ---------------------- | ----------------------- | --- |
| Bolszeiwanowski        | Bolszaja Iwanowka       | Bagrowka, Sapron |
| Bolszowski             | Niżnieje Bolszoje       | Wysznieje Bolszoje |
| Gatiszczeński          | Gatiszcze               | Pikałowo |
| Jurski                 | Jurskoje                | Chitrowo, Drobyszewo, Jurskije Dwory |
| Lipowski               | Lipowiec                | Jemiljewka, Krasnyj Ugołok, Małyj Lipowczik, Nowopawłowka, Samarino, Siewiernyj                                                                               |
| Łomigorski             | Miszyno                 | Jelizawietinka, Kazanka, Kalinowka, Łomigory, Makowo |
| Nabierieżański         | Nabierieżnoje           | Graczowka, Kniażnaja, Litwinowka, Nabierieżanskije Wysiełki, Nikolskoje, Olchowatka, Siemionowka, Wozdwiżenka                                                 |
| Ożogiński              | Iwanowka                | Bolszowka, Izmałkowa, Lenina, Nikolskoje, Nowosiołki, Ożoga, Wołodarowka                                                                                      |
| Spasski                | Kazakowo                | Bogdanowa, Jefimowka, Nowoaleksiejewka, Spasskoje |
| Wasiljewski            | Wasiljewka              | Zielonyj Ług |
| Wierchnieczesnoczeński | Niżnieje Czesnocznoje   | Bacewka, Bolszowskije Wysiełki, Jużnyj, Kulikowka, Małaja Gorczakowka, Priedtieczewka, Siergiejewka, Wierchnieje Czesnocznoje, Wołowskij 1-yj, Wołowskij 2-oj |
| Wołowcziński           | Wołowczik               | Kszeń, Nowyj |
| Wołowski               | Wołowo                  | Wołowskije Wysiełki |
| Zacharowski            | Zacharowka              | Aleksandrowka, Aleksiejewka, Aleksiejewka 2-ja, Bolszaja Wierszyna, Nataljewka, Nowaja Słobodka                                                               |
| Zamarajski             | Zamarajka               | Krasnyj Łucz, Pietrowskoje, Turczanowo, Wisłyj Kołodieź, Woroncowka                                                                                           |